# Ilona Staller
Ilona Staller (rojena kot Anna Ilona Staller; bolje znana kot Cicciolina), italijansko-madžarska porno zvezda in političarka, * 26. november 1951.
Stallerjeva je bila prva igralka v trdoerotičnih pornografskih filmih, ki je bila izvoljena v parlament. To ji je uspelo leta 1987, ko je bila na listi Radikalne stranke Italije izvoljena v Parlament Italije. Pozneje je poskusila tudi z vstopom v Parlament Madžarske, a ni zbrala dovolj glasov.